# Estadio Rajamangala
El Estadio Rajamangala (tailandés: ราช มั ง คลา กีฬา สถาน) es el estadio nacional de fútbol en Tailandia, ubicado en la capital Bangkok. Fue inaugurado en 1998 y tiene una capacidad para 65 000 espectadores, lo que lo convierte en el estadio de mayor capacidad del país.
Es el estadio donde disputa sus partidos la Selección de fútbol de Tailandia, fue utilizado por primera vez para los Juegos Asiáticos de 1998. Desde entonces, se ha utilizado para muchos partidos internacionales y torneos de fútbol. En particular, para la Copa Asiática de la AFC 2007. Clubes tailandeses también utilizan el estadio para competiciones continentales.
Aparte del fútbol, se ha utilizado para otros deportes, conciertos de música pop y mítines políticos. El 25 de mayo de 2012 Lady Gaga actuó en el estadio como parte de su gira Born This Way Ball.

## Historia
Se utilizó por primera vez para los Juegos Asiáticos de 1998 y los Juegos Universitarios de la ASEAN de 1999. Desde entonces, se ha utilizado para muchos partidos internacionales y torneos de fútbol. En particular, para la Copa Asiática 2007. Los equipos de clubes tailandeses también han utilizado el estadio cuando han jugado en competiciones continentales de copa. El Krung Thai Bank FC (ahora Bangkok Glass FC) lo utilizó para partidos de la Liga de Campeones de la AFC, y el PEA FC y el Chonburi FC lo han usado recientemente en la Copa de la AFC. Aparte del fútbol, se ha utilizado para el atletismo, los conciertos de música pop y los mítines políticos.
El estadio Rajamangala fue diseñado por la Facultad de Arquitectura de la Universidad de Chulalongkorn. El principal material utilizado en la construcción fue el hormigón, por lo que, aunque el estadio es impresionante e imponente, nunca podría calificarse de bello. Sin embargo, es indudablemente dramático. Las gradas suben y bajan como una versión gigante y exagerada del Galpharm Stadium de Huddersfield. En cada extremo hay hileras de asientos bastante estrechas, pero las hileras suben y suben a medida que se desplazan por los laterales hasta llegar a la altura de la línea de medio campo. Desde el punto de vista estético, el estadio se ve mejor desde la distancia, preferiblemente desde el aire, donde la forma elíptica de las tribunas laterales parece especialmente pronunciada.
Las mencionadas tribunas laterales se denominan "Este" y "Oeste". El "Este" es el lado popular descubierto; el "Oeste" es el lado cubierto donde están los asientos más caros. Los dos extremos se denominan "Norte" y "Sur". El "Norte" es el más popular de los dos. Es donde se reúnen los elementos más ruidosos y coloridos de la afición tailandesa.
La capacidad del estadio es de 65.000 espectadores. Cuando se inauguró el estadio, la capacidad era de 80.000 personas. Pero se instalaron asientos de plástico en los lados norte, sur y este, donde antes había gradas de hormigón desnudo, en preparación para la Copa Asiática 2007.
El estadio no cuenta con transporte público, lo que siempre ha sido una fuente de frustración para los aficionados. En la actualidad, no hay estaciones de tren cerca del estadio (a diferencia del Estadio Nacional, al que llega el Skytrain - estación BTS del Estadio Nacional). Sin embargo, hay autobuses y taxis que pasan bastante cerca del estadio. A partir de 2022, el estadio contará con la línea naranja del MRT.
El estadio acogió la Carrera de Campeones de 2012.
El 24 de noviembre de 2013, una multitud estimada en 100.000 personas se unió a la concentración alrededor del Monumento a la Democracia de Bangkok en una protesta antigubernamental, según el Partido Demócrata, ya que los camisas rojas progubernamentales se reunieron en el Estadio Deportivo Rajamangala.
El 16 de septiembre de 2019, la Autoridad Deportiva de Tailandia lo cerró para su renovación, con el fin de ser utilizado como uno de los estadios para el Campeonato Sub-23 de la AFC de 2020, que Tailandia organizó en enero de 2020 para seleccionar 3 equipos que competirían en los Juegos Olímpicos de Verano de 2020 en Tokio (Japón).
El 12 de julio de 2022, el estadio Rajamangala celebró la final oficial entre dos equipos de fútbol de categoría mundial de la Premier League inglesa, denominada The MATCH Final Bangkok Century Cup 2022 entre el Manchester United y el Liverpool, con mejoras en el campo y el estadio para apoyar la competición.

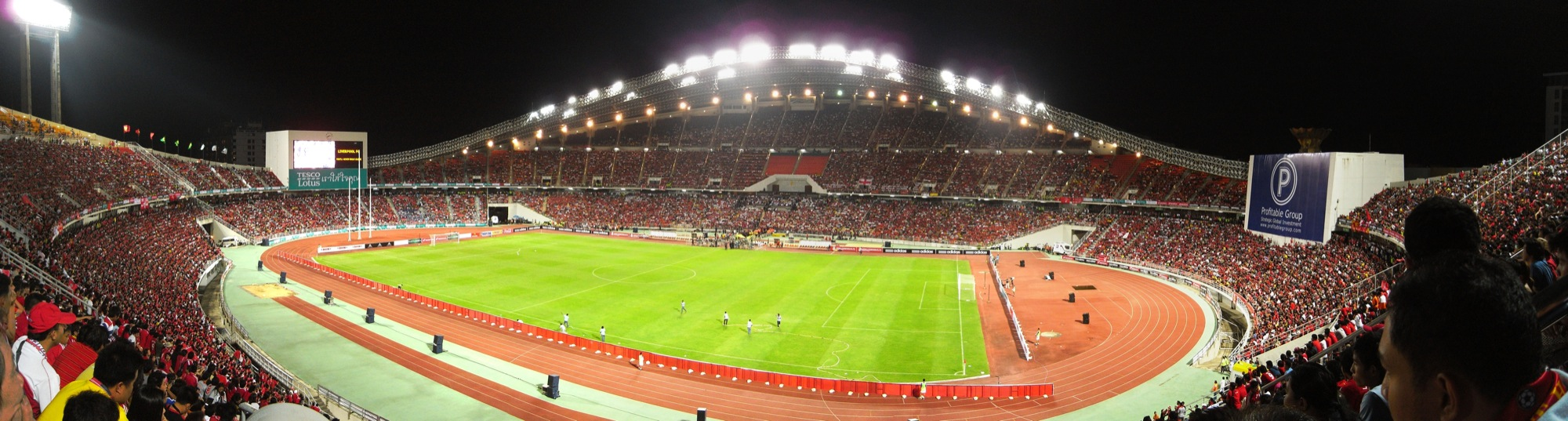
Imagen panorámica del estadio.